# Зилга-Хох
Зилга-Хох (груз. ზილგახოხი, осет. Зилгæ хох — «поворачивающаяся гора») — вершина водораздельного Кавказского хребта, на границе Южной Осетии и Грузии.
Высота: 3853 м (12 645 футов) над уровнем моря.
На северо-восточном склоне горы находится исток Терека.
Несколько западнее вершины Зильга-хох находится Рокский перевал, ведущий от верховьев реки Большая Лиахва (приток Куры) к верховьям Ардона (приток Терека). Восточнее находится Трусовское ущелье. Южнее расположено Кельское плато, являющееся туристической достопримечательностью.